# Trattato di Berlino (1878)
Il trattato di Berlino fu firmato il 13 luglio 1878 nella capitale tedesca da tutte le potenze europee. Fu il testo conclusivo delle decisioni prese dal Congresso di Berlino.

Rettificò la destinazione dei territori turchi in Europa rispetto alla Pace di Santo Stefano che seguì la guerra russo-turca del 1877-1878.

## Il Congresso di Berlino
Vinto l'Impero turco nella guerra del 1877-1878, la Russia concluse, il 3 marzo 1878, a Santo Stefano (oggi Zákupy) una pace molto vantaggiosa. Una delle condizioni della pace di Santo Stefano fu la formazione, dalle ceneri dei possedimenti ottomani in Europa, di una grande Bulgaria sotto il controllo militare della Russia. Questa circostanza, assieme alla promessa russa data e non mantenuta di cedere la provincia ottomana della Bosnia all'Austria, determinò una grave tensione internazionale.

Si riunì così a Berlino, mediatore il cancelliere tedesco Otto von Bismarck, la comunità delle potenze europee, i cui delegati dal 13 giugno al 13 luglio 1878 ristabilirono gli equilibri riducendo i vantaggi ottenuti dalla Russia con la Pace di Santo Stefano. Il risultato di quelle decisioni fu il trattato di Berlino.
Il suo esito fra le grandi potenze fu un aumento di prestigio della Germania, una più limitata influenza russa nei Balcani rispetto ai cospicui vantaggi della pace di Santo Stefano e l'indebolimento in Europa dell'Impero ottomano.

## Il trattato
Il trattato si componeva di un prologo e 64 articoli.

### Prologo
S.M. il Re d'Italia, S.M. l'Imperatore di Germania, S.M. l'Imperatore d'Austria, il Presidente della Repubblica Francese, S.M. la Regina del Regno Unito di Gran Bretagna e Irlanda, S.M. l'Imperatore di tutte le Russie e S.M. l'Imperatore degli Ottomani, desiderando regolare in un pensiero d'ordine europeo, conformemente alle stipulazioni del trattato di Parigi del 30 marzo 1856, le questioni sollevate in Oriente dagli avvenimenti degli ultimi anni e dalla guerra di cui il trattato preliminare di Santo Stefano ha segnato il termine, sono stati d'avviso unanime che la riunione di un Congresso offrirebbe il miglior mezzo per facilitare la loro intesa.

Le dette LL.MM. e il Presidente della Repubblica francese hanno, di conseguenza, nominato loro plenipotenziari:

[...]
L'accordo essendosi felicemente raggiunto fra di loro, hanno convenuto le stipulazioni seguenti:

### Bulgaria

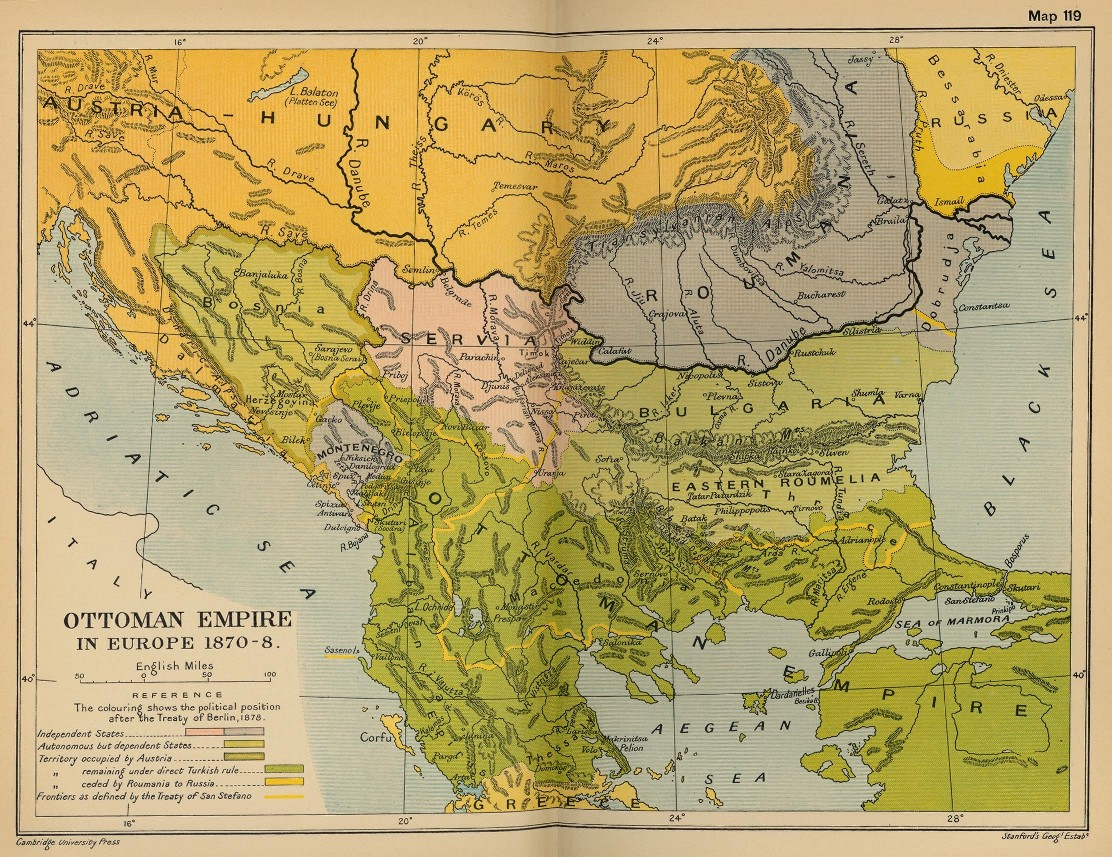
In una carta inglese, le rettifiche e le conferme del trattato di Berlino rispetto alla pace di Santo Stefano.

- Art. 1. La Bulgaria è costituita in Principato autonomo e tributario sotto l'alta sovranità di S.M. Imperiale il Sultano [turco]; essa avrà un governo cristiano e una milizia nazionale.
- Art. 2. [Confini del Principato di Bulgaria].

#### L'autonomia
- Art. 3. Il Principe di Bulgaria sarà liberamente eletto dalla popolazione e confermato dalla Sublime porta col consenso delle Potenze. Nessun membro delle dinastie regnanti delle grandi Potenze europee potrà essere eletto Principe di Bulgaria. [...]
- Art. 4. [Disposizioni per la scelta del regolamento per l'elezione del Principe di Bulgaria].
- Art. 5. [...] La distinzione delle credenze religiose e delle confessioni non potrà essere opposta ad alcuno come motivo di esclusione o di incapacità per quanto concerne il godimento dei diritti civili e politici [...] La libertà e la pratica esteriore di tutti i culti sono garantite a tutti i sudditi bulgari come agli stranieri e nessun ostacolo potrà essere arrecato sia all'organizzazione gerarchica delle diverse comunità, sia ai loro rapporti coi loro capi spirituali.
- Art. 6. L'amministrazione provvisoria della Bulgaria sarà retta, fino all'applicazione del regolamento organico, da un Commissario imperiale russo. Un Commissario imperiale ottomano e i Consoli delegati ad hoc dalle altre Potenze firmatarie del presente trattato, saranno chiamati ad assisterlo allo scopo di controllare il funzionamento di questo regime provvisorio. [...]
- Art. 7. [Modalità del regime provvisorio].
- Art. 8. I trattati di commercio e di navigazione ed ogni altra convenzione o accordo conclusi fra le Potenze straniere e la Porta e oggi in vigore, sono mantenuti nel Principato di Bulgaria e nessun cambiamento vi sarà apportato nei confronti di nessuna Potenza senza che questa abbia preventivamente dato il suo consenso. Nessun diritto di transito sarà prelevato in Bulgaria sulle merci che attraverseranno il Principato. I cittadini e il commercio di tutte le Potenze riceveranno un trattamento perfettamente uguale. [...]

#### Rapporti con la Turchia
- Art. 9. [Tributo bulgaro all'Impero Ottomano].
- Art. 10. [Ferrovie Rustciuk-Vienna-Varna (allora in Austria-Ungheria) e della Turchia europea].
- Art. 11. L'esercito ottomano non soggiornerà più in Bulgaria: tutte le antiche fortezze saranno demolite a spese del Principato nel termine di un anno o prima possibile; il Governo locale [...] non potrà farne costruire delle nuove. La Sublime Porta avrà il diritto di disporre a suo piacimento del materiale di guerra e degli altri oggetti appartenenti al Governo ottomano [...].
- Art. 12. [Conservazione delle proprietà dei non residenti nel Principato].

### Rumelia orientale

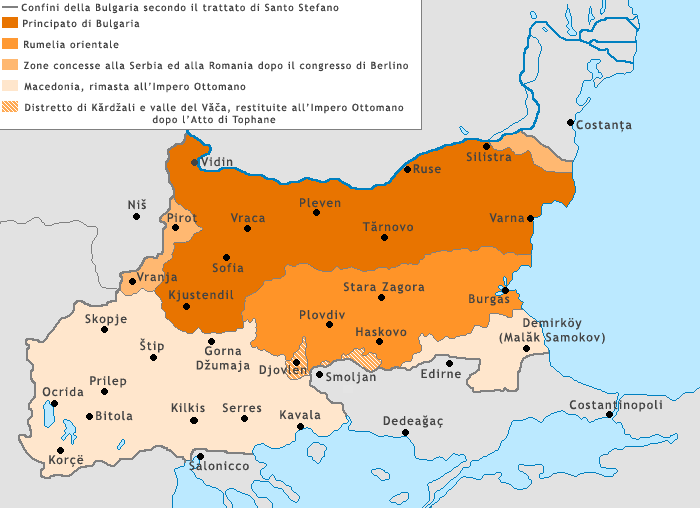
La "Grande Bulgaria" di Santo Stefano che a Berlino fu divisa in Bulgaria (arancione scuro) e Rumelia orientale (arancio), mentre il resto del territorio (in rosa) tornò all'Impero ottomano.

- Art. 13. È formata a Sud dei [Monti] Balcani una provincia che prenderà il nome di “Rumelia orientale” e che resterà posta sotto l'autorità politica e militare diretta di S.M. Imperiale il Sultano, in condizioni di autonomia amministrativa. Essa avrà un governatore generale cristiano.
- Art. 14. La Rumelia orientale è limitata a Nord e a Nord-Ovest dalla Bulgaria [...].
- Art. 15. S.M. il Sultano avrà il diritto di provvedere alla difesa delle frontiere di terra e di mare della provincia elevando fortificazioni su queste frontiere e mantenendovi truppe. L'ordine interno è mantenuto [...] da una gendarmeria indigena assistita da una milizia locale. Per la composizione di questi due corpi, i cui ufficiali sono nominati dal Sultano, si terrà conto, secondo le località, della religione degli abitanti. [...]
- Art. 16. Il governatore generale avrà il diritto di chiamare le truppe ottomane nel caso in cui la sicurezza interna o esterna della provincia si trovi minacciata. Nella eventualità prevista la Sublime Porta dovrà far conoscere questa decisione e le necessità che la giustificano ai Rappresentanti delle Potenze a Costantinopoli.
- Art. 17. Il governatore generale [...] sarà nominato dalla Sublime Porta, con l'assenso delle Potenze per un periodo di cinque anni.
- Art. 18. [Commissione europea per l'organizzazione della provincia].
- Art. 19. La Commissione europea sarà incaricata di amministrare, d'accordo con la Sublime Porta, le finanze della provincia fino al compimento della nuova organizzazione.
- Art. 20. I trattati, convenzioni e accordi internazionali conclusi o da concludere tra la Porta e le Potenze straniere, saranno applicabili nella Rumelia orientale come in tutto l'Impero ottomano. [...]
- Art. 21. [diritti e obblighi sulle Ferrovie].

### Occupazione russa
- Art. 22. Gli effettivi del corpo di occupazione russa in Bulgaria e nella Rumelia orientale saranno composti da sei divisioni di fanteria e da due divisioni di cavalleria e non eccederanno cinquantamila uomini. Saranno mantenuti a spese del Paese occupato. [...] La durata dell'occupazione della Rumelia orientale e della Bulgaria da parte delle truppe imperiali russe è fissata in nove mesi, a datare dallo scambio delle ratifiche del presente trattato.

### Grecia
- Art. 23. La Sublime Porta s'impegna ad applicare scrupolosamente nell'isola di Creta il regolamento organico del 1868, apportandovi le modifiche che saranno giudicate eque.[...]
- Art. 24. Nel caso in cui la Sublime Porta e la Grecia non pervengano ad intendersi sulla rettifica di frontiera [...], la Germania, l'Austria-Ungheria, la Francia, la Gran Bretagna, l'Italia e la Russia si riservano di offrire la loro mediazione alle due Parti per facilitare i negoziati.

### Bosnia-Erzegovina
- Art. 25. Le province di Bosnia e di Erzegovina saranno occupate e amministrate dall'Austria-Ungheria. Il governo d'Austria-Ungheria, non desiderando incaricarsi dell'amministrazione del Sangiaccato di Novi Pazar, [...] l'amministrazione ottomana continuerà a funzionarvi. Tuttavia, allo scopo di assicurare il mantenimento del nuovo stato politico nonché la libertà e la sicurezza delle vie di comunicazione, l'Austria-Ungheria si riserva il diritto di tenere guarnigione e di avere strade militari e commerciali su tutta l'estensione di questa parte dell'antico vilayet[3] di Bosnia.

### Montenegro
- Art. 26. L'indipendenza del Montenegro è riconosciuta dalla Sublime porta e da tutte le Alte Parti Contraenti[4] che non l'avevano ancora ammessa.
- Art. 27. Le Alte Parti Contraenti sono d'accordo sulle seguenti condizioni: [ripetizione, riferite al Montenegro, delle clausole dell'Art. 5].
- Art. 28. [Confini del Principato del Montenegro].
- Art. 29. Antivari e il suo litorale vengono annessi al Montenegro alle seguenti condizioni: Le contrade situate secondo la suaccennata delimitazione al Sud di questo territorio [stabilito dall'art. 28] vengono restituite alla Turchia fino alla Bojana, compresa Dulcigno. Il comune di Spizza, fino al confine settentrionale del territorio accennato [...] viene incorporato alla Dalmazia[5] Il Montenegro avrà piena e libera navigazione sulla Bojana. Non è permesso di costruire fortificazioni lungo il corso di questo fiume, eccettuate quelle che fossero necessarie per la difesa locale di Scutari [...] Il Montenegro non potrà avere né navi, né bandiera di guerra. Il porto di Antivari e tutte le acque del Montenegro restano chiuse alle navi da guerra di tutte le nazioni. Le fortificazioni situate su territorio montenegrino fra il lago e la riviera dovranno essere demolite, ed entro questa zona non potranno esserne erette di nuove. La polizia marittima e sanitaria [...] sarà esercitata dall'Austria-Ungheria mediante leggere imbarcazioni guardacoste. Il Montenegro adotterà la legislazione marittima vigente in Dalmazia. Dall'altro lato, l'Austria-Ungheria si obbliga di accordare la sua protezione consolare alla bandiera mercantile del Montenegro. Il Montenegro dovrà intendersi con l'Austria-Ungheria sul diritto di costruire e di mantenere traverso il nuovo territorio montenegrino una strada ed una ferrovia. Su queste strade verrà assicurata una piena libertà di comunicazione.[6]
- Art. 30-33. [Disposizioni varie].

### Serbia

Milan Obrenović IV, primo principe della Serbia indipendente.

- Art. 34. Le Alte Parti Contraenti riconoscono l'indipendenza del Principato di Serbia riconnettendola alle condizioni esposte nell'articolo seguente.
- Art. 35. In Serbia, la distinzione delle credenze e delle confessioni non potrà essere opposta ad alcuno come un motivo di esclusione o d'incapacità per quanto concerne il godimento dei diritti civili e politici, l'ammissione ai pubblici impieghi, funzioni ed onori o l'esercizio delle diverse professioni e industrie, in qualsivoglia località. La libertà e la pratica esteriore di tutti i culti sarà assicurata a tutti i cittadini della Serbia come agli stranieri, e nessun ostacolo potrà essere opposto sia all'organizzazione gerarchica delle diverse comunità, sia ai loro rapporti coi loro capi spirituali.
- Art. 36. [Confini del Principato di Serbia].
- Art. 37-42. [Disposizioni varie].

### Romania

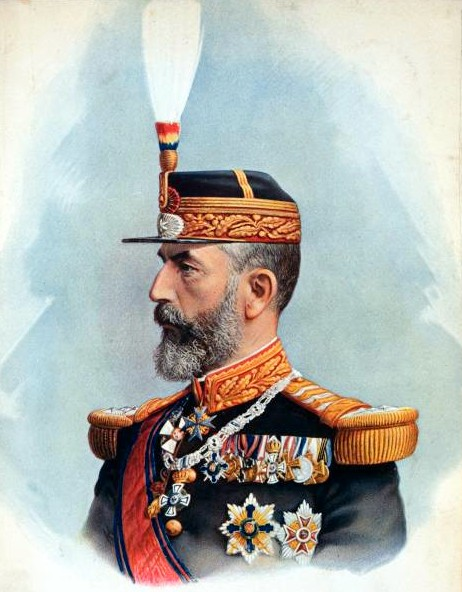
Carol I di Romania, primo principe della Romania indipendente

- Art. 43. Le Alte Parti Contraenti riconoscono l'indipendenza della Romania riconnettendola alle condizioni esposte nei due articoli seguenti.
- Art. 44. In Romania, la distinzione delle credenze religiose e delle confessioni non potrà essere opposta ad alcuno come un motivo di esclusione o d'incapacità per quanto concerne il godimento dei diritti civili e politici, l'ammissione ai pubblici impieghi, funzioni ed onori o l'esercizio delle diverse professioni ed industrie, in qualsivoglia località. La libertà e la pratica esteriore di tutti i culti saranno assicurate a tutti i cittadini dello Stato romeno come agli stranieri, e nessun ostacolo sarà opposto sia all'organizzazione gerarchica delle differenti comunità, sia ai loro rapporti coi loro capi spirituali. I cittadini di tutte le Potenze, commercianti o altri, saranno trattati in Romania, senza distinzioni di religione, su di un livello di perfetta uguaglianza.
- Art. 45. Il Principato di Romania restituisce a S.M. l'Imperatore di Russia la porzione di territorio della Bessarabia staccata dalla Russia in seguito al trattato di Parigi del 1856, limitato all'ovest dal thalweg[7] del Pruth, a sud dal thalweg del braccio di Kilia[8] e la foce di Stary-Stambul.
- Art. 46. Le isole formanti il Delta del Danubio e le isole dei Serpenti, il Sangiaccato[9] di Toultcha comprendente i distretti (cazas) di Kilia, Sulina, Mahmudié, Isaktcha, Matchin, Babadagh, Hirsovo, Kustendje, Medjidié, sono riuniti alla Romania. Il Principato riceve inoltre il territorio della Dobrugia fino ad una linea avente il suo punto di partenza all'est di Silistria e facente capo al Mar Nero a sud di Mangalia. [...]
- Art. 47-51. [Disposizioni varie].

### Danubio
- Art. 52. Al fine di accrescere le garanzie assicurate alla libertà della navigazione sul Danubio, riconosciuta d'interesse europeo, le Alte Parti Contraenti decidono che tutte le fortezze e fortificazioni che si trovano nel corso del fiume dalle Porte di ferro fino alle sue foci, saranno demolite e che non se ne costruirà di nuove. Nessuna nave da guerra potrà navigare sul Danubio a valle delle Porte di ferro, ad eccezione delle navi leggere destinate alla polizia fluviale e al servizio delle dogane. Le navi stazionarie delle Potenze alle foci del Danubio potranno tuttavia risalire fino a Galatz.
- Art. 53-56. [Mantenimento e funzioni della Commissione europea del Danubio].
- Art. 57. L'esecuzione dei lavori destinati a rimuovere gli ostacoli che le Porte di ferro e le Cataratte oppongono alla navigazione è affidata all'Austria-Ungheria. [...]

### Confini russo-turchi

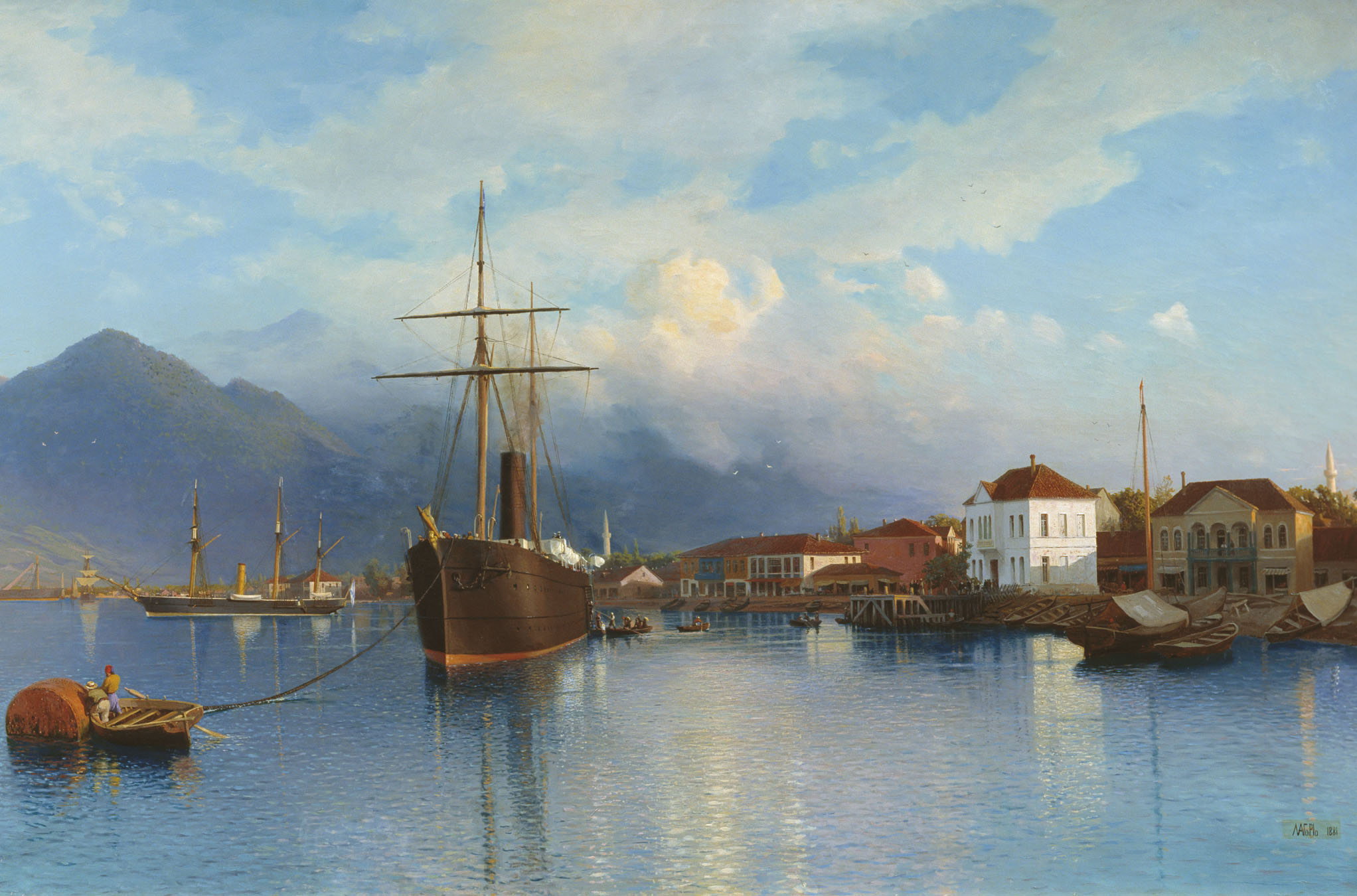
Il porto russo di Batum secondo le clausole del trattato fu smilitarizzato.

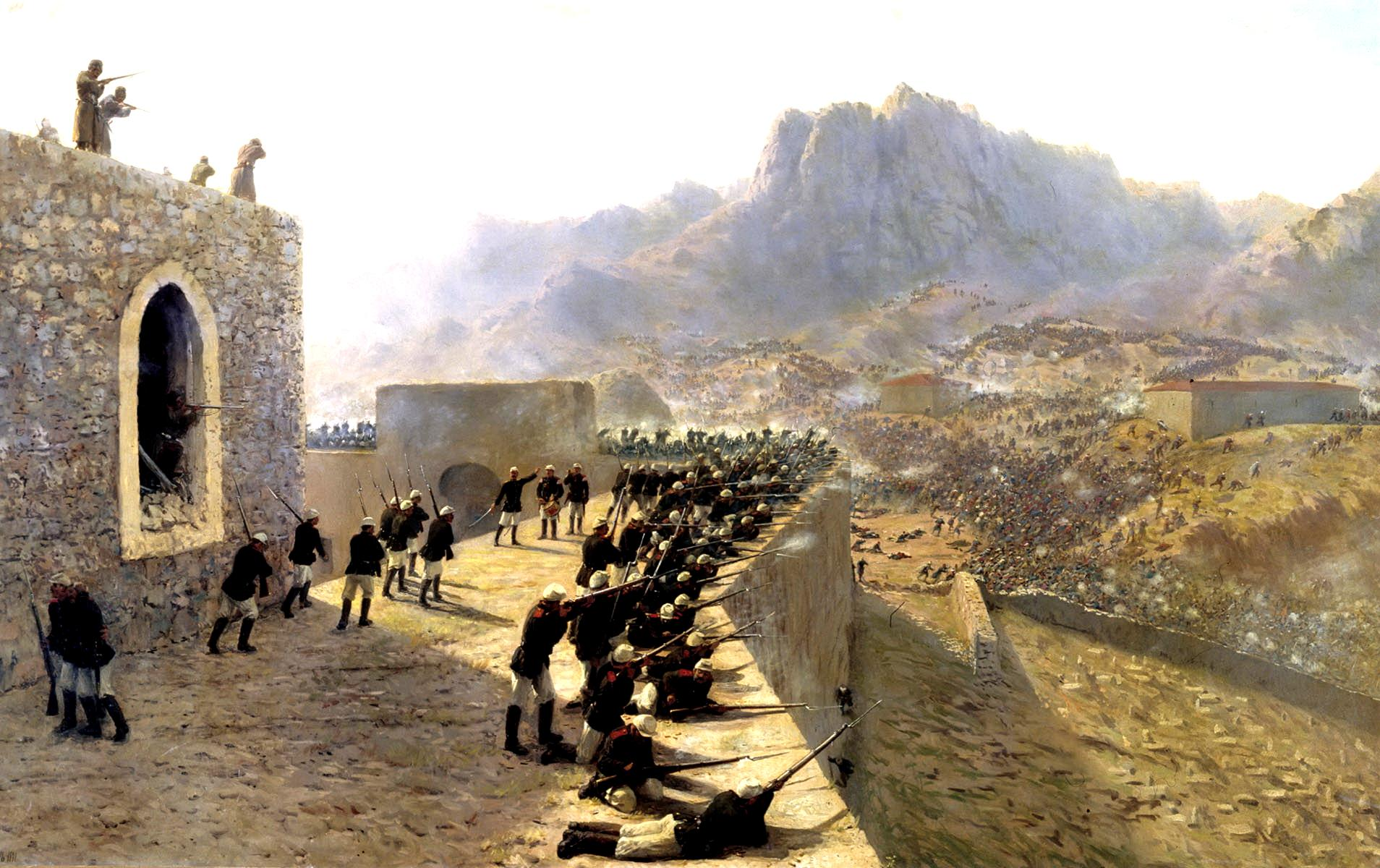
La difesa di Bayazid durante la Guerra russo-turca. Bayazid tornò alla Turchia che l'aveva persa con la Pace di Santo Stefano.

- Art. 58. La Sublime porta cede all'Impero russo in Asia i territori di Ardahan, Kars e Batum con quest'ultimo porto, e tutti i territori compresi fra l'antica frontiera russo-turca e il seguente tracciato: [...].
- Art. 59. S.M. l'imperatore di Russia dichiara che è sua intenzione erigere Batum a porto franco, essenzialmente commerciale.[12]
- Art. 60. La valle di Alaschkerd [in turco Eleşkirt][13] e la città di Bayazid ceduti alla Russia con l'art. 19 del trattato di Santo Stefano fanno ritorno alla Turchia. La Sublime Porta cede alla Persia la città e il territorio Khotur quale è stato determinato dalla Commissione mista anglo-russa per la delimitazione delle frontiere della Turchia e della Persia.

### Armeni
- Art. 61. La Sublime porta si impegna a realizzare [...] i miglioramenti e le riforme richieste dai bisogni locali nelle province abitate dagli Armeni e a garantire la loro sicurezza contro i Circassi e i Curdi. Essa darà conto periodicamente delle misure prese a questo scopo alle Potenze, che ne sorveglieranno l'applicazione.

### Libertà di culto
- Art. 62. La Sublime porta avendo espresso la volontà di mantenere il principio di libertà religiosa e di dare ad esso la più larga estensione, le Parti contraenti prendono atto di questa dichiarazione spontanea. In nessuna parte dell'Impero ottomano, la differenza di religione potrà essere opposta ad alcuno come un motivo di esclusione o di incapacità in ciò che concerne l'uso dei diritti civili e politici, l'ammissione ai pubblici impieghi, le funzioni e gli onori o l'esercizio delle diverse professioni ed industrie. Tutti saranno ammessi, senza distinzione di religione, a testimoniare dinanzi ai tribunali. La libertà e la pratica esterna di tutti i culti sono assicurati a tutti e nessun ostacolo potrà essere apportato, sia all'organizzazione gerarchica delle diverse comunità, sia ai loro rapporti con i loro capi spirituali. Gli ecclesiastici, i pellegrini e i monaci di tutte le nazionalità viaggianti nella Turchia d'Europa o nella Turchia d'Asia godranno degli stessi diritti, vantaggi e privilegi. Il diritto di protezione ufficiale è riconosciuto agli agenti diplomatici o consolari delle Potenze in Turchia, sia riguardo alle persone sopra menzionate che ai loro stabilimenti religiosi, di beneficenza ed altri nei Luoghi Santi ed altrove. I diritti acquisiti alla Francia sono espressamente riservati e resta inteso che nessun pregiudizio potrà essere recato allo statu quo nei Luoghi Santi. I monaci del Monte Athos, qualunque sia il loro paese d'origine, saranno mantenuti nei loro possessi e vantaggi anteriori e fruiranno, senza eccezione alcuna, di una piena uguaglianza di diritti e di prerogative.

### Conclusioni
- Art. 63. Il trattato di Parigi del 30 marzo 1856 e il trattato di Londra del 13 marzo 1871 sono mantenuti in tutte quelle loro disposizioni che non sono abrogate o modificate dalle stipulazioni che precedono.
- Art. 64. Il presente trattato sarà ratificato e le ratifiche saranno scambiate a Berlino entro un termine di tre settimane o prima, se sarà possibile.

In fede di che, i plenipotenziari rispettivi lo hanno firmato e vi hanno apposto i loro sigilli.
Fatto a Berlino, il tredicesimo giorno del mese di luglio 1878.
[Seguono le firme dei plenipotenziari:]

- [Per l'Italia:] L. Corti, Launay;
- [Per la Germania:] von Bismarck, B. Bülow, Hohenlohe;
- [Per l'Austria-Ungheria:] Andrassy, Caroly, Haymerle;
- [Per la Francia:] Waddington, Saint-Vallier, H. Deprez[14];
- [Per la Gran Bretagna:] Beaconsfield, Salisbury, Odo Russell;
- [Per la Russia:] Gortciacow, Sciuvalow, d'Oubril;
- [Per la Turchia:] Al Caratheodory, Mehemet Ali, Sadullah.